# Tania Long
Tania Long (geboren 29. April 1913 in Berlin, Deutsches Reich; gestorben 4. September 1998 in Ottawa, Kanada) war eine US-amerikanische Journalistin.

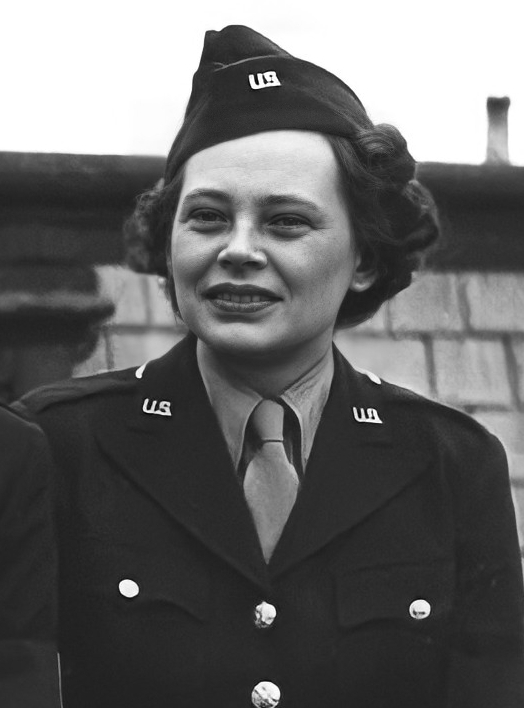
Tania Long (1943)

## Leben
Tania Long war das einzige Kind des irischstämmigen britischen Journalisten Robert Edward Crozier Long (1872–1938) und der russischen Aristokratin Tatiana Mouravieff. Sie wurde in Berlin geboren, wo ihr Vater seit 1911 als Korrespondent der Westminster Gazette arbeitete. Während des Ersten Weltkriegs hielten sie sich in England und Schweden auf und gingen danach wieder nach Berlin, wo Long von 1920 bis 1924 eine Volksschule besuchte. Sie besuchte dann eine Mädchenschule in Saint-Germain-en-Laye und ab 1927 das englische Malvern Girls’ College in Worcestershire. Ab 1930 studierte sie Geschichte und Politische Ökonomie an der Sorbonne und dem Institut d’études politiques de Paris (SciencesPo). Sie heiratete 1932 in Paris den Amerikaner Merwin Mallory Gray und zog mit ihm nach New York City, wo 1933 ihr Sohn Robert Merwin Gray geboren wurde, die Ehe wurde 1939 geschieden. Long Gray erhielt die US-amerikanische Staatsbürgerschaft.
Sie begann 1936 als Reporterin für die Zeitung Newark Ledger zu schreiben und ging 1938 als Korrespondentin der New York Herald Tribune nach Europa, zunächst nach Berlin und nach Kriegsausbruch 1939 nach London. Ihren Sohn schickte sie zurück in die USA, während sie ab 1940 nach dem Tod des Chefkorrespondenten Ralph Barnes das Londoner Büro der Herald Tribune leitete. Sie heiratete 1941 Raymond Daniell (1901–1969), London-Büroleiter für die New York Times (NYT), und sah sich dadurch veranlasst, zum Konkurrenzblatt zu wechseln.
Long wurde vom Office of Strategic Services angeworben und ging 1944 ins befreite Belgien. Ab Juli 1945 arbeiteten sie und ihr Mann als Korrespondenten der NYT in Berlin und berichteten dann über den Nürnberger Prozess gegen die Hauptkriegsverbrecher. Zwischen 1946 und 1953 arbeiteten sie wieder in London. 1953 wechselten Daniell und Long als Korrespondenten der NYT nach Ottawa und gingen 1964 in den Ruhestand. Long wirkte noch bis 1979 als Pressereferentin für die Musikabteilung des National Arts Centre in Ottawa.